# ねがい (秋川雅史の曲)
「ねがい」は、2009年2月18日に発売された秋川雅史の2枚目のシングルである。発売元はタクミノート（テイチクエンタテインメント）。

## 解説
「千の風になって」に続くシングルで、TBS系日曜劇場『本日も晴れ。異状なし』主題歌である。

## 収録曲
1. ねがい
  - 作詞：松井五郎／作曲・編曲：服部隆之
2. 旅立ちの日に
  - 作詞：小嶋登／作曲：坂本浩美／編曲：岩代太郎／補曲：松井孝夫

合唱曲「旅立ちの日に」のカヴァー。
3. ねがい（インストゥルメンタル）
4. 旅立ちの日に（インストゥルメンタル）